# 茲諾伊莫

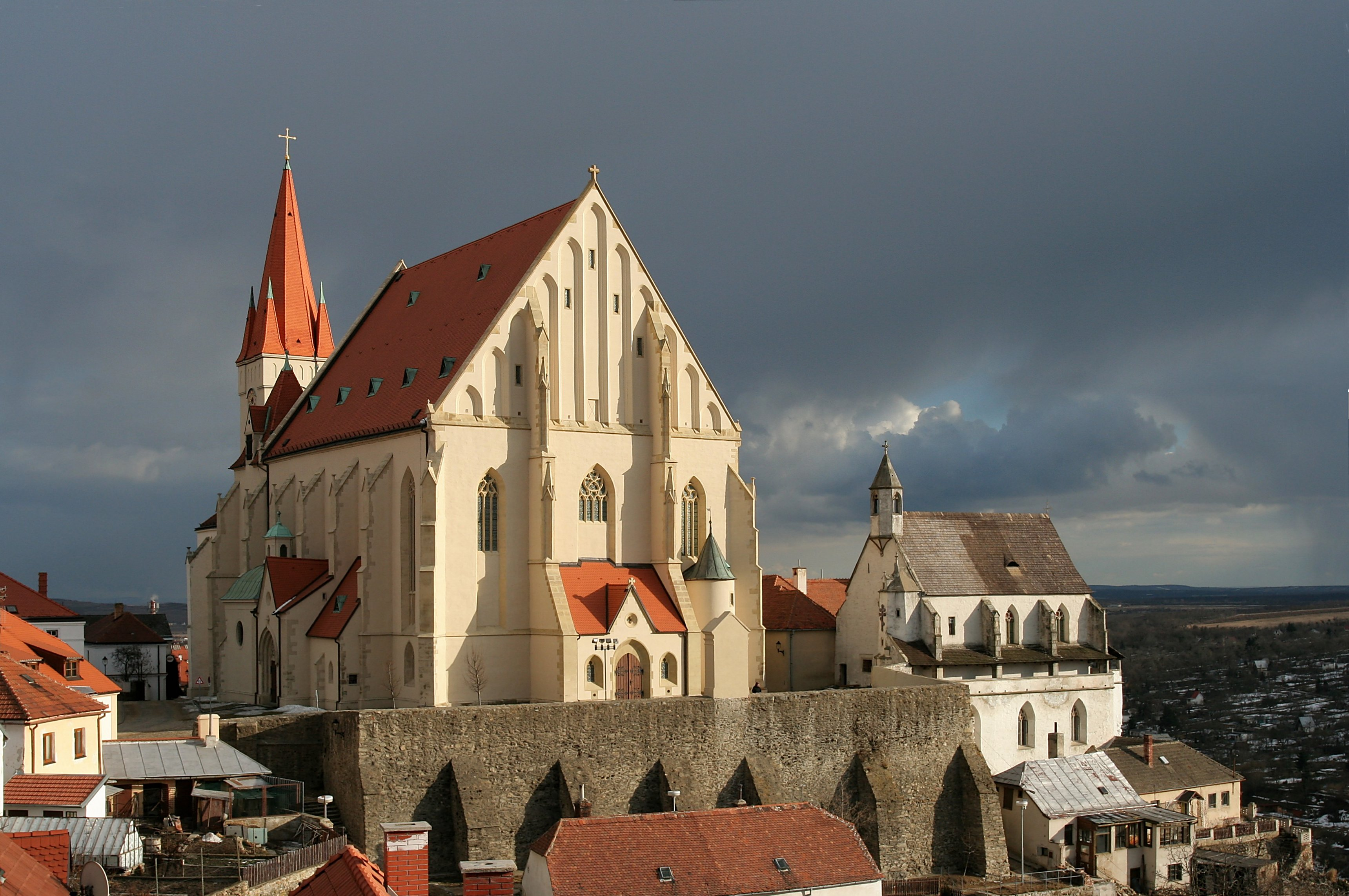

茲諾伊莫（捷克語：Znojmo，捷克語發音：[ˈznoimo]）是捷克南摩拉維亞州的城市，位於該國南部，毗鄰與奧地利接壤的邊境，面積65.93平方公里，海拔高度290米，2012年人口34,073。